# 変成男子
変成男子（へんじょうなんし）は、古来、女子（女性）は成仏することが非常に難しいとされ、いったん男子（男性）に成ることで、成仏することができるようになるとした思想。法華経提婆達多品で、8歳の竜女が成仏する場面を由来とする。
転女成仏（てんにょじょうぶつ）・女人変成（にょにんへんじょう）とも称される。「変成男子」と「転女成仏」は対句として用いられる。

## 概要
初期の経典にはこのような男尊女卑とも受け取られかねない思想は早くに見られている。増一阿含経において釈迦は女人の九つの罪業について述べている。ただし別の経典には男女平等と思われる記述もある。例えばSaññoga Suttaで、「女性は女性として生きるのは煩悩、男性は男性として生きるのは煩悩」という教えが見える。仏教においては初期経典から女性は転輪王や正等覚者（ブッダ）にはなることができないと説かれてきた。しかし女性は男性と同じく阿羅漢果を得て解脱することはできると考えられた。そのような女性の阿羅漢たちの感慨を歌ったのが『テーリーガーター』（長老尼偈）である。
釈尊滅後、阿羅漢果ではなく、ブッダとなることを目指す大乗仏教が盛んになると、女性の成仏不可が問題化する。そして浄土教においては、唯識派に属する世親の『無量寿経優婆提舎願生偈』に「大乗善根界は等しく(平等である)譏嫌の名(嫌われ者と呼ばれること、すなわち差別)なく、女人および根缺(障害者)と二乗の種は生ぜず」（国土荘厳第一六大義門功徳成就の偈）と記しており、これをどう解するかが問題となった。龍樹系統の中観派の典籍を学んだ曇鸞はこれを女性が往生できないのではなく、浄土では一味平等であり女性という存在ではなくなるからであると解釈した。
日本の初期仏教の逸話で登場する善信尼の存在のように仏教における女性参加が否認されていた証拠はない。むしろ、奈良・平安時代になって神道などにもあった女人禁制や出産・生理に伴う流血が穢れと結びつき、女人五障説・女人垢穢説・転女成仏説が受容されていったと考えられている。また、女人不成仏に関する仏典や差別的文言が強調されたのが、9世紀の文章経国理念が高揚した時期と重なっており、そうした記述を遺した先駆的な階層が僧侶よりも文章経国・儒仏一致を主唱して儒教知識を売り物にしたいわゆる「文人貴族」に多かったという指摘もされている。女人不成仏に関して取り上げられた文書として菅原道真「為式部大輔藤原朝臣家室命婦逆修功徳願文」（『菅家文章』）・慶滋保胤「為二品長公主四十九日願文」（『本朝文粋』）・大江匡房『江都督納言願文集』所収の諸願文などが挙げられる。
9世紀後半の880年（元慶4年）に称徳天皇ゆかりの西隆尼寺が西大寺の支配下に入った際に尼たちが仏事に関わることが禁じられ、西大寺の男僧の洗濯を行うように命じられているのはその象徴的な事件である。
しかも貴族や僧侶が記した女人不成仏に関する文書には『法華経』堤婆達多品や『転女成仏経』などを引用をしても、それらの経文に対する合理的・経論的な根拠・説明が提示されないなど、実際には内在的な理由づけのない観念以上のものではなく、9世紀を遠く下った院政期においても貴族の女性が家中の仏教祭祀において主導的な役割を果たしている姿が確認され、当の貴族社会においても女人不成仏の思想が実際の仏教信仰のあり方に影響を与えておらず、ましてや一般的ではなかったことを知ることが可能である。
最澄は『法華秀句』において女性が成仏できないとする考えを否認している。ただし、比叡山を女人禁制にしたのは最澄自身である。鎌倉時代には法然・親鸞・道元・日蓮・叡尊らがそれぞれの立場で女人救済を説いたが、一方において女性の身体のままでは成仏不可という旧来の伝統説を否定してはいない。
江戸時代には、女性の罪業の深さを説く血盆経信仰が民衆の間で高まったとされている。
明治維新後儒教的な家父長制が旧武士階層のみならず一般の農商家にも拡大されると文字通り「女人は成仏できない」という儒教的家父長制による女性蔑視の正当性を証明する根拠として法華系諸宗派を初めとする日本仏教全体で扱われるようになった。日蓮正宗のようにこれ以降国粋主義の高まりも加わって尼僧を廃止した例もある。
一説には女性が髪をおろし出家の姿をすることといわれる。また、特に1945年（昭和20年）の太平洋戦争敗戦後男女平等を謳う日本国憲法が発布され進駐軍の意向で儒教的な男尊女卑の考えが否定されると男子に成ることで成仏できるのではなく、成仏したことを男子の姿で表したといったように解釈が変更された。
この記述が変成男子で成仏したか、女人身そのままの成仏か、あるいは竜を六道や十界の観点から天部に位置する竜神と見るか、それとも人間より劣る畜生と見るかなどの議論がある。